# الخالدية (حماة)
الخالدية قرية سورية تتبع ناحية مركز حماة في منطقة حماة في جنوب مدينة حماة وتبعد عنها 6 كم. بلغ عدد سكانها 4740 نسمة في 2004  وغالبية سكانها يعملون بالزراعة، يوجد في فيها بلدية تأسست عام 1997.